# Rolf Bossert
Rolf Günther Bossert (n. 16 decembrie 1952, Reșița, Caraș-Severin, România – d. 17 februarie 1986, Frankfurt am Main, RFG) a fost un poet de limba germană originar din Banat.

## Viața
Rolf Günther Bossert a fost fiul lui Alice și Emil Bossert. În copilărie și în adolescență prenumele său apelativ a fost Günther. A urmat cursurile școlii generale și medii la Liceul „Diaconovici – Tietz” din orașul regional Reșița (1959–1971), aflat pe atunci în Regiunea Banat. Apoi a urmat studii de germană și engleză la  Facultatea de Limbi Străine a Universității din București (1971 – 1975).
După absolvire, a fost repartizat ca profesor de limba germană în orașul Bușteni, unde a profesat în perioada 1975 – 1979.
Rolf Bossert a debutat ca poet în 1971 în revista de literatură în limba germană Neue Literatur din București, nr. 2 / februarie 1971, cu poezia Japanisches Märchen (Poveste japoneză).
În anul 1979 a primit Premiul pentru literatură al UTC, în 1980 premiul „Ileana Cosânzeana” pentru carte de copii, iar în 1982 premiul pentru traducere al Uniunii Scriitorilor.
Deși Rolf voia, printre altele, să devină și speolog, a preferat să rămână pe domeniul artei, astfel că între anii 1979 – 1981 a activat ca instructor cultural și organizator de programe la Casa de cultură „Friedrich Schiller” din București, iar din 1981 a lucrat ca lector / redactor la Editura Meridiane din capitală, iar din 1982 la Editura Kriterion, tot în București.
Rolf Bossert a făcut parte din Grupul de acțiune Banat (Aktionsgruppe Banat), un cerc de prieteni și scriitori (între care Richard Wagner, William Totok, Johann Lippet, Gerhard Ortinau). Discutau probleme de literatură, își comentau reciproc lucrările, dar erau și activi din punct de vedere politic. Grupul de acțiune a intrat în atenția Securității, care l-a reprimat. Bossert a fost apoi membru al cenaclului literar din Timișoara, „Adam Müller-Guttenbrunn” la care, după 1977, au aderat și cei din Grupul de Acțiune, cât și Herta Müller, Helmuth Frauendorfer, Roland Kirsch și alții. După o percheziție urmată de interogatorii, de o mustrare scrisă din partea Securității și după ce a fost bătut de niște necunoscuți în preajma sediului Uniunii Scriitorilor din București, care i-au fracturat mandibula, nu a mai rezistat nici asaltului mediocrității transformată în politică de partid și de stat. Astfel, Bossert a preferat să plece din România.
În 1984 a depus cerere de emigrare, moment din care nu a mai fost primit la nici un loc de muncă și nu i s-a mai dat dreptul să publice. Cu această ocazie i-au fost confiscate și toate manuscrisele, care i-au fost înapoiate doar cu puțin timp înainte de a părăsi România.
Într-un memoriu adresat în noiembrie 1985 lui Petru Enache, secretar al C.C. al P.C.R., Bossert protestează împotriva represaliilor, încheindu-și textul cu un apel insistent: „Vă mărturisesc că în condițiile descrise mai sus, mă tem pentru integritatea mea fizică și pentru integritatea fizică a soției și copiilor mei. Vă rog să faceți totul ce stă în putința Dumneavoastră ca să se evite apariția unui caz Bossert.
La 24 decembrie 1985 Rolf Bossert a emigrat în Germania, împreună cu soția, Gudrun, și cei doi fii, Frank și Klaus.
La vârsta de 33 de ani, dorea să o ia de la început în viață. Dar cine știa de el ca poet în Germania? Cele două plachete de versuri Siebensachen, din 1979, și Neuntöter, din 1984, erau cunoscute doar de cei preocupați de literatura în limba germană din România. Dar, o dată cu participarea sa la reuniunea scriitorilor germani, la Berlin, în zilele de 8 și 9 februarie, Bossert a fost recunoscut, acceptat și prețuit. La conferința de presă din 10 februarie a făcut declarații privind teroarea la care sunt supuși colegii săi etnici germani din România, de către statul comunist. În seara aceleiași zile a citit din poeziile sale încă nepublicate, din care răzbătea un ton de o ironie amară și plină de neliniști, pe care unii din spectator au comparat-o cu cea din operele lui Biermann sau Heine. Viitorul poetului părea asigurat. A stabilit întâlniri cu redactori, lectori și prieteni. Toți aveau încredere în el, care părea atât de sigur de sine, aproape fericit. Evident, nu-și făcea iluzii cu privire la realitățile din Occident, dar era hotărât să-și noteze și chiar să prelucreze noile impresii. Puțini literați imigranți în Germania păreau atât de apți, ca el, pentru un nou început.
Cu toate acestea, în mod inexplicabil, la 17 februarie 1986, la doar șase săptămâni de la emigrarea sa în Germania, Bossert s-a sinucis, la vârsta de 33 de ani, sărind de la o fereastră de la etajul doi al căminului de azilanți din Frankfurt am Main în care era găzduit împreună cu familia. Imediat au început să circule diverse speculații potrivit cărora Securitatea română ar fi fost implicată în această moarte neașteptată, fără a exista însă vreo probă concretă.
Decesul său a fost făcut cunoscut în Germania printr-un articol publicat în revista de mare tiraj Der Spiegel nr. 9/1986.

## Lucrări publicate

#### Antume
- Siebensachen (Versuri) / (mărunțișuri / catrafuse) Editura Kriterion, București, 1979
- Mi und Mo und Balthasar (Polit-Parabel als Kinderbuch) (parabolă politică sub formă de carte pentru copii) / Editura Ion Creangă, București, 1980
- Neuntöter (Versuri) / (care înseamnă sfrîncioc) Editura Dacia, Cluj Napoca, 1984
- Auf der Milchstrasse wieder kein Licht (Versuri) / Editura Rotbuch, Berlin, 1986
- Befristete Landschaft / Edition Mariannenpresse (ediția a 73-a cu litografii de Renée Strecker), Berlin, 1993

#### Postume
- Auf der Milchstraße wieder kein Licht. 1986
- Ich steh auf den Treppen des Winds. Gesammelte Gedichte, Editura Schöffling, 2006.[16] Volumul a fost editat de Gerhardt Csejka, și el originar din Banat.[17]
- Ich steh auf den Treppen des Winds. Ausgewählte Gedichte 1972-1985/Stau pe treptele vîntului. Poeme alese 1972-1985, volum bilingv, 268 p., selecția textelor și versiunea în limba română de Nora Iuga; prefață de Gerhardt Csejka; postfață de Ernest Wichner, Editura Institutului Cultural Român, București, 2008.[13]

#### Traduceri din limba română
- Victor Eftimiu, Märchen, Editura Ion Creangă, București, 1980;
- Gellu Naum, Der Pinguin Appolodor, Editura Ion Creangă, București, 1982;
- Mircea Zaciu, Ion Agârbiceanu, Editura Cartea Românească, București, 1983.

#### Prezent cu poezii în antologii
- Vînt potrivit pînă la tare. Zece tineri poeți germani din România, antologie și postfață de Peter Motzan, în românește de Ioan Muslea, cuvânt înainte de Mircea Iorgulescu, Editura Kriterion, București, 1982. Poeții antologati sunt: Anemone Latzina, Franz Hodjak, Rolf-Frieder Marmont, Johann Lippet, William Totok, Richard Wagner, Rolf Bossert, Hellmut Seiler și Horst Samson, Helmut Britz.

## Distincții
Premii literare
- 1979 – Premiul pentru literatură al UTC;
- 1980 – Premiul pentru carte pentru copii „Ileana Cozânzeana“
- 1982 – Premiu al Uniunii Scriitorilor din România, pentru traducerea din opera lui Gellu Naum în germană.[7]
- 1983 – Premiul Adam-Müller-Guttenbrunn

## In memoriam
- La împlinirea a 20 de ani de la moartea lui Bossert, a avut loc la Frankfurt o lectură publică din opera poetului. Frank Bossert, fiul lui Rolf, a prezentat cu această ocazie filmul documentar intitulat "Der reisende Schuh" ("Pantoful călător").[14]
- În perioada 1996 – 2011, Asociația Germană de Cultură și Educație a Adulților din Reșița și Forumul Democrat al Germanilor din România, filiala din județul Caraș-Severin au editat 7 plicuri filatelice ocazionale și au emis 4 ștampile filatelice ocazionale, dedicate amintirii lui Rolf Bossert.[7][19]
- În anul 2002, ambele organizații ale etniei germane din Banatul Montan au lansat o medalie jubiliară Rolf Bossert, realizată la Monetăria Statului din București.[7]
- La 10 februarie 2011, la inițiativa Forumului Democratic al Germanilor din județul Caraș-Severin, Consiliul Local al Municipiului Reșița i-a conferit lui Rolf Bossert titlul de Cetățean de onoare post mortem.[7]